# Крутицкое подворье
Крути́цкое подво́рье (Крути́цкое патриа́ршее подво́рье, Крути́цкий архиере́йский дом, Крути́цы) — бывшая резиденция епископов Сарских и Подонских, образованная в XIII веке в качестве монастыря. Название подворья происходит от слова «крутицы», обозначающего возвышенные левые берега Москвы ниже устья реки Яузы. В 1991 году вошло в состав Русской православной церкви как подворье Патриарха Московского и всея Руси. С 2001 года в зданиях располагается Синодальный отдел по делам молодёжи.

## История

### XIII—XVII века
В IX—XI веках на территории современного подворья располагалось княжеское село Крутицы. Рядом с селом проходили оживлённые торговые пути, ведущие в Коломну и Рязань.
В 1262 году в Крутицах был основан мужской монастырь, возведённый в честь святых Петра и Павла. Историки выдвигают две основные версии его возникновения. Согласно первой, указ о создании монастыря был издан князем Даниилом Московским. По преданию, ему настолько приглянулась живописная природа тех мест, что он решил основать дом на берегу реки. Однако проживающий в одной из хижин подвижник Подон предостерёг его о необходимости возведения в Крутицах храма и архиерейского дома. По этой причине князь отказался от собственных палат и основал монастырь. На рубеже XIII и XIV веков в нём поселился греческий епископ Варлаам Грек, впоследствии ставший первым Крутицким архиереем. После смерти Варлаама монастырь был преобразован в подворье Сарайской епархии, созданной в XIII веке, после того как часть населения оказалась в ордынском иге и князь Александр Невский издал указ о создании отдельной епархии для церковного окормления русских в столице Золотой Орды Сарай-Бату.
В 1261 году, к утешению Российской Церкви и народа, страдавших от ига татарского, в самой Орде поставлена была кафедра христианского епископа. Святитель Сарайский был наставником и учителем князей, томившихся в Орде, и целых тысячей русского народа, захваченных в плен татарами, и оставшихся в Орде в виде рабов, — и имел титул Сарского и Подонского; ибо область его простиралась от Черного Яра по Хопру и по Дону.
По другой версии, монастырь был основан после приезда Сарских епископов и Варлаама в Крутицкое урочище в XIII веке. Некоторые исследователи предполагают, что первой постройкой подворья стала церковь Успения Пресвятой Богородицы (предположительно — XIII век), вокруг которой впоследствии возвели стены монастыря. В XIV веке монастырь стал центром архиерейского подворья Сарайских и Подонских епископов, которые стали именоваться Крутицкими.
Крутицкому подворью на Руси отводилась особая роль: быть предстателями пред Господом за всех православных, страждущих в чужих краях. Крутицкое подворье осуществляло связи Русской Церкви с внешним миром, исполняя миссию своеобразного духовного дипломатического ведомства.
В течение XIV—XV веков Крутицкое подворье продолжали финансировать великие князья. Так, Иоанн Красный в духовной грамоте от 1356 года завещал вклад «к Святой Богородице на Крутицах, себе в память». Князь Дмитрий Донской повторил подобное распоряжение в своей духовной грамоте от 1371 года.
В 1454 году в Золотой Орде начался упадок, что привело к переезду епископа Вассиана из Сарай-Бату в Крутицы. К середине XVI века крутицкие епископы были переведены в статус митрополитов и стали ближайшими помощниками московских первосвятителей. В июле 1612 года участники второго ополчения Минина и Пожарского остановились в Успенском соборе Крутицкого подворья, чтобы поклясться освободить Москву от иностранных захватчиков. Поскольку в то время Кремлёвский Успенский собор был захвачен, Успенский собор в Крутицах приобрёл символическое значение главного религиозного символа России. В 1612 году подворье было разграблено отступавшими польскими наёмниками, по словам Дмитрия Пожарского, церковь Пречистыя Богородицы на Крутицах находилась «в последнем оскудении и разорении». Несмотря на это, после Смутного времени в Крутицах начался период расцвета.
В 1650 году началось возведение пятиглавой церкви в честь Успения Богородицы, каменный храм был с шатровой колокольней. В 1680—1690 годах по проекту зодчего Осипа Старцева над массивными въездными воротами надстроили украшенный разноцветными изразцами Крутицкий теремок.
Расцвет Крутиц пришёлся на время правления митрополита Павла III, основавшего монастырскую библиотеку. При нём завершилось строительство Митрополичьих палат на месте старого Успенского собора, а также началось возведение нового собора. В подворье в то время был разбит один из первых в Москве декоративных садов. В это же время в состав владения Крутицких митрополитов вошли слободы Дубровка (1-я Дубровская улица), Арбатец (Арбатецкая улица), Крутицкая, Калитники, а также село Кожухово. Окончательно архитектурный комплекс сформировался к концу XVII века.
К середине XVII века Крутицы стали одним из излюбленных мест пребывания патриархов. Начиная с 1650-х годов подворье стало выступать научным центром, в нём велась работа по переводу книг Священного Писания с греческого на церковнославянский язык. Некоторые подземелья выступали также в роли тюрем. Так, в 1666 году в одном из зданий был заточён протопоп Аввакум.

### XVIII—XIX века
С упразднением патриаршества в 1721 году Крутицкие митрополиты были понижены в ранге до епископов (за исключением митрополита Игнатия Смолу). В 1737-м Крутицкое подворье сильно пострадало в результате Троицкого пожара, уничтожившего большую часть хозяйственных и храмовых построек. Вплоть до реконструкции 1868 года деревянная крыша Теремка была заменена на железную, а сожжёные лики святых — забелены известью. В 1744—1751 годах в Крутицах действовала духовная семинария, впоследствии переведённая в Покровский монастырь.
В 1788 году Крутицкая епархия была упразднена, а многие полуразрушенные здания — снесены. Территорию подворья передали Военному ведомству, а церковное имущество и архивы епархии перевезли в Чудов монастырь Московского Кремля. Часть оставшихся построек подворья вошла в состав Крутицких казарм, в которых разместили жандармские корпуса. В одной из гарнизонных гауптвахт двадцатидвухлетний Александр Герцен провёл семь месяцев перед ссылкой в Вятку.
Во время Отечественной войны 1812 года Крутицкое подворье сильно пострадало. Были утрачены перекрытия и убранство Воскресенской церкви, однако некоторые потолковые росписи удалось сохранить. В 1816-м Александр Тормасов распорядился разобрать церковь, однако посетивший церковь архиепископ Августин отметил, что внутри она «благолепием, свойственным храму Божию, и стенным писанием расписана», поэтому он ходатайствовал перед обер-прокурором князем Александром Голицыным о сохранении храма. Князь, в свою очередь, доложил об обстоятельствах разбора Крутиц императору Александру I. Глава государства приказал приостановить разбор церкви. В 1838 году будущий император Александр II посетил Крутицы и издал распоряжение о восстановлении Воскресенской церкви.
Изначально проект реставрации подготовил архитектор Евграф Тюрин, однако финальный план выполнил Константин Тон. По итогам проведённых работ к 1840 году Воскресенская церковь была частично перестроена. В 1868-м городская управа издала распоряжение о восстановлении Крутицкого теремка. В 1899 году подворье было отреставрировано: Успенскую церковь восстановили, расписали нижний Петропавловский храм. В 1904-м архитектор Николай Струков составил проект реставрации церкви дворца митрополитов, но так и не исполнили из-за недостатка финансирования. Некоторые объекты обновляли за счёт других источников, но к началу XX века общее состояние зданий подворья оставалось неудовлетворительным.

### XX—XXI века
После революции 1917 года храмы Крутицкого подворья были разграблены, а настенная живопись — закрашена. В 1925-м в подворье прекратили проведение богослужений, а Успенский собор передали под организацию общежитий Московского военного округа. В 1936—1938 годах Воскресенский храм перестроили под жилой корпус по проекту архитектора Батагова.
План реставрации архиерейского дворца был составлен в 1947 году по постановлению Комитета по делам архитектуры при Совете Министров СССР. Проект возглавил реставратор памятников древнего зодчества Пётр Барановский, при нём на главы Успенского собора вновь установили кресты. В 1964-м собор передали Обществу охраны памятников, а в 1968 году в нём разместили филателистический отдел Главкниги. В то же время храм некоторое время использовался как дом культуры. В 1980-х годах в соборе располагались экспериментальные научно-реставрационные производственные мастерские Общества охраны памятников. 26 июля 1982 года решением Московского городского совета народных депутатов часть территории подворья передали в аренду Государственному историческому музею. Верхний и нижний храм использовали для хранения экспонатов. Несколько помещений оборудовали под выставочные залы.
Одновременно с этим большая часть подворья по-прежнему использовалась военным ведомством. Вплоть до начала 1996 года в нём находилась Московская гарнизонная гауптвахта. В Крутицких казематах сутки удерживали Лаврентия Берию сразу после смерти Сталина, оттуда его перевели в бункер штаба Московского военного округа.
В 1971 году при музее началась реставрация подклета и подвала Воскресенской церкви. К началу 1980-х были полностью восстановлены апсида храма и нижний ярус. После распада СССР в 1991 году здания подворья начали постепенно переходить под управление Русской православной церкви. В 1992-м в Воскресенском храме провели первое с 1924 года богослужение. В 2019 году правительство Москвы утвердило проект реставрации Воскресенской крестовой домовой церкви и Никольского придела.

### Кремлёвское Крутицкое подворье
Со времени перенесения в 1454 году кафедры Сарайских архиереев из Великого Сарая — столицы Золотой Орды в Москву их архиерейское подворье изначально было размещено на территории Московского Кремля. Со временем оно получило наименование Кремлёвского Крутицкого подворья — это был собственный двор Крутицкого митрополита, используемый как место пребывания Крутицких владык в Московском Кремле. Подворье располагалось рядом с Кирилловским подворьем Кирилло-Белозерского монастыря по соседству с бывшими Фроловскими воротами (ныне Спасская башня) при Афанасьевском монастыре.
Подворье было расположено правильным продолговатым четырёхугольником от востока к западу длиной в 25 сажен, шириной в 13 сажен, в котором жилые и служебные строения занимали место в виде ограды шириною в аршин, 31/2 сажен, так, что посредине этой ограды существовал обширный двор, с воротами на Спасскую улицу. Жилое митрополичье здание было в три яруса и заключало в себе Крестовую, длиной в 12 аршин, шириной в 9 аршин, Столовую длиной и шириной в 9 аршин и другие жилые покои, которых всех в 1770 году числилось 12. В связи с Крестовою стояла и митрополичья церковь во имя Благовещения Богородицы, вероятно в юго-восточном углу здания, где при разборке строений под ними были открыты каменные расписные палаты, засыпанные потом для уравнения площади.
Согласно историку Ивану Забелину, существует записка от 1610 года, подтверждающая, что московская служба Крутицкого владыки заключалась в проведении воскресных служб в Успенском соборе Московского Кремля. В 1770-м подворье было упразднено из-за утверждённого проекта Баженовского дворца, а спустя шесть лет здания разобрали.

## Сохранившиеся памятники подворья
- Собор Успения Пресвятой Богородицы на Крутицах с нижней церковью Петра и Павла (постройка XVII века) и приделом преподобного Сергия Радонежского (XIX века).
- Митрополичьи палаты (Дворец Крутицких митрополитов) (1655—1670 годов)[14].
- Крутицкий теремок и Воскресенские переходы, украшенные изразцами работы мастера Степана Полубеса (конца XVII века)[14].
- Храм Воскресения Словущего на Крутицах (Крестовая палата, церковь Вознесения) (середины XVII века)[14].
- Корпус митрополичьих приказов (второй половины XVII века)[14].
- Набережные палаты (1719 года)[14].
- Деревянные дома № 6, 8, 11, 13 по Крутицкой улице (XIX века)[14].
- Двухэтажный дом № 4 по Крутицкой улице (XIX века)[14].

## Памятники в окрестностях
- Новоспасский монастырь — мужской монастырь, основанный в XV веке князем Иваном III[14].
- Музей воды — информационно-экологический центр, расположенный в здании насосной станции XIX века[14].
- Здания для ветеранов Отечественной войны 1812 года — комплекс одноэтажных деревянных домов XIX века, возведённых для участников военных действий Отечественной войны[14].
- Алёшкинские (Крутицкие) казармы — современные здания казармы были возведены в начале XIX века и неоднократно перестраивались. В 1904 году в них дислоцировался батальон Астраханского полка, а затем — школа прапорщиков. В советское время в казармах находилась гарнизонная гауптвахта[14].

## В кино
- Гори, гори, моя звезда (1969, реж. Александр Митта).
- Семейное счастье (киноальманах) (1969, реж. Андрей Ладынин, Александр Шейн, Сергей Соловьёв)
- Начни сначала (1985, реж. Андрей Стефанович).
- День полнолуния (1998, реж. Карен Шахназаров).
- Брат 2 (2000, реж. Алексей Балабанов).
- Голова классика (2005, реж. Валерий Лонской).
- Любовь за любовь (2012).